# Sheng xi zhi di
Sheng xi zhi di (Chinees: 生息之地; Engels: Living the Land) is een Chinese dramafilm uit 2025, geschreven en geregisseerd door Huo Meng.

## Verhaal
Het is 1991 en de sociaal-economische transformatie van China heeft een diepgaande invloed op de levens van heel wat families in het hele land. Boeren worden geconfronteerd met technologische vooruitgang die hun levensstijl op het platteland radicaal verandert. Daarom hebben de ouders van de tienjarige Chuang ervoor gekozen om te verhuizen om werk te zoeken in de stad, waarbij ze hun derde kind achterlaten om te worden opgevoed door de familie in hun dorpsgemeenschap op het platteland. Xu Chuang is getuige van de cyclus van het planten in het voorjaar en het oogsten in de herfst, evenals verschillende bruiloften en begrafenissen. Maar de jongere generatie vertrekt langzaamaan naar de stad, waardoor het plattelandsleven merkbaar verandert.

## Rolverdeling
| Acteur        | Personage    |
| ------------- | ------------ |
| Wang Chang    | Xu Chuang    |
| Zhang Chuwen  | Li Xiuying   |
| Zhang Yanrong | Mrs. Li-Wang |
| Zhang Caixia  | Sun Guilan   |
| Cao Lingzhi   | Wang Cuifang |
| Zhou Haotian  | Jihua        |
| Jiang Yien    | Laidan       |
| Wan Zhong     | Tuanjie      |
| Mao Fuchang   | Gangchang    |
| Yang Kaidong  | Fue          |

## Productie
De in Berlijn gevestigde M-Appeal verkreeg de internationale distributierechten. De film werd geproduceerd door Zhang Fan en de productiebedrijven zijn Floating Light Film and Culture, Shanghai Film Group, Phoenix Legend Films, Bad Rabbit Pictures en Lianray Pictures. Uitvoerend producent is Yao Chen, een gevierde actrice en producent in China. De filmopnames vonden plaats over een heel kalenderjaar om de natuurlijke veranderingen van elk seizoen te weerspiegelen, wat centraal stond in het verhaal.

## Release
Sheng xi zhi di ging op 14 februari 2025 in première op het Internationaal filmfestival van Berlijn in de competitie voor de Gouden Beer.

## Prijzen en nominaties
De belangrijkste:
| Jaar | Prijs                                   | Categorie                          | Genomineerde(n) | Uitslag     |
| ---- | --------------------------------------- | ---------------------------------- | --------------- | ----------- |
| 2025 | Internationaal filmfestival van Berlijn | Gouden Beer                        | Huo Meng        | Genomineerd |
| 2025 | Internationaal filmfestival van Berlijn | Zilveren Beer voor beste regisseur | Huo Meng        | Gewonnen    |